# Batalha de Campo Osório
A Batalha de Campo Osório, também conhecida como Combate de Campo Osório, foi travada em 24 de junho de 1895 entre rebeldes federalistas e tropas legalistas da Primeira República do Brasil, sendo a última batalha da Revolução Federalista.
Os rebeldes, comandados pelo almirante Luís Filipe de Saldanha da Gama, antigo líder da Segunda Revolta da Armada, foram derrotados pelas tropas do general Hyppolito Ribeiro em Campo Osório, uma região próxima à fronteira com o Uruguai e ao norte do Rincão de Artigas, dentro do território municipal de Sant'Ana do Livramento no Rio Grande do Sul. Junto aos federalistas, também lutaram marinheiros seguidores do almirante desde a Revolta da Armada.
A batalha resultou na morte de Saldanha da Gama, um dos principais líderes dos federalistas, e consequentemente no enfraquecimento da revolução. O conflito foi oficialmente encerrado com um tratado de paz assinado em Pelotas, entre o governo e Joca Tavares em nome dos rebeldes, em 23 de agosto do mesmo ano.

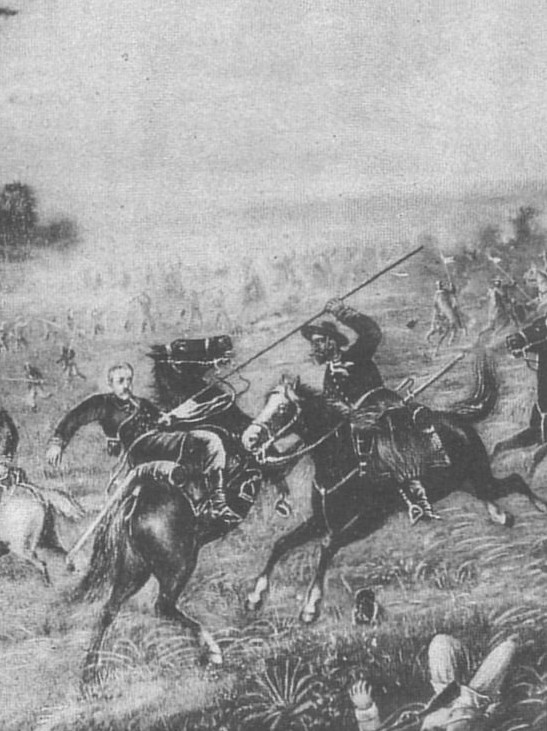
Morte do almirante Saldanha da Gama na Batalha de Campo Osório